# Дъга
Вижте пояснителната страница за други значения на Дъга.
Дъга е оптично и метеорологично явление, свързано с появата в небето на почти непрекъснат спектър на светлината, когато лъчите на слънцето падат върху миниатюрни капки вода в земната атмосфера. За да се наблюдава дъгата, слънцето трябва да е зад наблюдателя под определен ъгъл. Тя представлява многоцветна част от окръжност, с червения цвят от външната страна и виолетовия цвят от вътрешната. Пълната поредица цветове е червено, оранжево, жълто, зелено, синьо, индиго (тъмносиньо) и виолетово. Понякога се вижда и розово в дъгата, но това не е естественият ѝ цвят. Общо багрите са седем.

## Условия за наблюдение
Дъга се наблюдава при наличие на водни капки във въздуха и наличие на слънчева светлина, идваща от задната страна на наблюдателя под малък ъгъл или височина. Най-зрелищната дъга се наблюдава, когато половината небе е все още покрито с облаци, а наблюдателят се намира на място с безоблачно небе над него. Друго обичайно място за дъги е в близост до водопади или фонтани. Ефектът може да бъде и изкуствено създаден, чрез разпръскване на водни капчици във въздуха при слънчево време. При добри атмосферни условия се вижда двойна дъга, като редът на цветовете е обратен – най-вътрешният е червен, а най-външният е син. По принцип тя е много по-бледа от първата и в повечето случаи много трудно се забелязва. Когато слънцето се издигне на височина над 43° над хоризонта, дъгата не може да се види. Когато човек е на земята, обикновено вижда само част от окръжността, но ако се издигне във въздуха е възможно да види цялата окръжност на дъгата.
В много редки случаи при много силна лунна светлина може да се види лунна дъга. Тъй като човешкият усет за цветове при слаба светлина е отслабен, лунната дъга се възприема като бяла.

## Физика на дъгата
Причината за образуването на дъгата е различното пречупване на светлината в дъждовните капки. Показателят на пречупване за дълговълновия (червен) цвят е по-малък от този на късовълновия (син, виолетов цвят). По тази причина червеният се отклонява по-малко (на 137°30’) отколкото виолетовия (на 139°20’) и в резултат белият цвят се разлага в спектър. В основата на това явление е дисперсията на светлина, възникваща при пречупване и отражение на успореден сноп лъчи във вътрешността на сферична капка вода.
Най-често се наблюдава първичната дъга, при която светлината претърпява едно вътрешно отражение. В нея ъгловият радиус на червения цвят е 40 – 42°. Вторичната дъга се наблюдава, когато светлината се отразява два пъти в капката. Редът на цветовете в нея е обратен. Ъгловият радиус на вторичната дъга е 50 – 53°. Небето между двете дъги обикновено е със значително по-тъмен оттенък. При определени условия е възможно да се наблюдават дъги и от по-висок порядък.

## В културата
В традиционния български фолклор дъгата (наричана също зуна, зуница) е смятана за поличба за плодородие, тъй като пие вода от морето или реките и носи дъжд. Цветните ѝ ивици се свързват с различни земеделски продукти, като по относителната им ширина се гадае коя от тях ще даде добра реколта – зеленото се свързва с трева, жълтото с просо (в по-ново време с царевица), червеното с вино, тъмночервеното или огненото с пшеница. Също като символ на дъжд или плодородие дъгата често се изобразява на обредните хлябове. Друго традиционно вярване за дъгата е, че чрез нея човек може да смени своя пол – като намери мястото, където дъгата пие вода и също пие от нея.
На дъгата е наречена улица във вилна зона „Горна баня“ в София (Карта).